# Kegljaški klub Celje
Predloga:Infobox športni klub
Kegljaški klub Celje je slovenski kegljaški klub iz Celja. ustanovljen je bil leta 1973. Je eden najuspešnejših klubov v Sloveniji saj so 11-krat osvojili svetovni klubski pokal, 6-krat evropsko ligo prvakov, 2-krat evropski klubski pokal, 33-krat pa so bili državni prvaki.

## Športni uspehi KK Celje v ženski konkurenci od leta 1973 dalje
- 132 medalji na svetovnih članskih, mladinskih in kadetskih prvenstvih v disciplinah ekipno, dvojice, posamezno
- 11 krat zmagovalke svetovnega klubskega pokala (1989, 1991, 1995, 2003, 2006, 2007, 2008, 2010, 2012, 2014, 2015)
- 2 krat zmagovalke evropskega klubskega pokala (1986, 2005)
- 6 krat zmagovalke evropske lige prvakinj (2004, 2008, 2011, 2012, 2014 in 2015)
- 24 medalj v med. klubskih pokalih (13 Z, 7 S, 4 B) - 20 v svet. pokalu (11 Z, 6 S, 4 B), 3 v evr. pokalu (2 Z, 1 S)
- 11 medalj v evropski ligi prvakinj (6 Z, 4 S, 1B)
- 35 medalj na svetovnih članskih, mladinskih in kadetskih posamičnih pokalih (15 Z,11 S, 9 B)
- 35 nastopov ženske ekipe v svetovnih klubskih pokalih (31) in evropskih pokalih (4) od 1977 do 2015
- 16 nastopov v evropski ligi prvakinj - CL (vse možne sezone od 2002 - 2017)
- 51 krat udeleženci mednar. klubskih tekmovanj - 31 krat svetovni pokal, 4 krat evropski pokal, 16 krat evropska liga
- 33 naslovov državnih prvakinj ekipno (od tega 18 zaporedoma od 1987 do 2004) - 24 v SLO in 7 v bivši Jugoslaviji
- 1 krat zmagovalke slovenskega pokala (tekmovanje organizirano le v letu 2011) in 2 krat Jugoslovanskega pokala
- 21 naslovov državnih članskih prvakinj v dvojicah
- 35 naslovov državne članske prvakinje posamezno oz. v kombinaciji
- 31 krat najboljša ženska kegljaška ekipa v Sloveniji (neprekinjeno od leta 1985 do 2015)
- 22 krat najboljša ženska športna ekipa Celja (od leta 1991 - 1998, 2000 - 2008, 2010 - 2012 in 2015)

- 14 krat najboljša športnica Celja